# Hadrodactylus indefessus
Hadrodactylus indefessus là một loài tò vò trong họ Ichneumonidae.